# إنج بورك
إنج بورك (بالألمانية: Inge Borkh)‏ (26 مايو 1921 – 26 أغسطس 2018) هي سوبرانو ألمانية.

## روابط خارجية
- إنج بورك على موقع IMDb (الإنجليزية)
- إنج بورك على موقع ميوزك برينز (الإنجليزية)
- إنج بورك على موقع أول ميوزيك (الإنجليزية)
- إنج بورك على موقع ديسكوغز (الإنجليزية)